# Antemna rapax
Antemna rapax es una especie de mantis de la familia Mantidae.

## Distribución geográfica
Se encuentra en Costa Rica y Panamá.